# Short Bus (álbum)
Short Bus é o álbum de estreia da banda Filter, lançado a 8 de Maio de 1995.
O disco vendeu 1 milhão de cópias nos Estados Unidos.

## Faixas
Todas as faixas por Richard Patrick.
1. "Hey Man, Nice Shot" – 5:14
2. "Dose" – 3:53
3. "Under" – 4:18
4. "Spent" – 4:37
5. "Take Another" – 4:23
6. "Stuck in Here" – 3:34
7. "It's Over" – 3:36
8. "Gerbil" – 3:21
9. "White Like That" – 4:17
10. "Consider This" – 4:18
11. "So Cool" – 4:26

| Críticas profissionais                                                      | Críticas profissionais |
| Avaliações da crítica                                                       | Avaliações da crítica  |
| Fonte                                                                       | Avaliação              |
| --------------------------------------------------------------------------- | ---------------------- |
| allmusic                                                                    | [ 3 ]                  |
| Esta tabela precisa de ser acompanhada por texto em prosa. Consulte o guia. |                        |